# Kawasakis Riemann–Rochformel
Inom matematiken är Kawasakis Riemann–Rochformel, introducerad av Tetsuro Kawasaki, Riemann–Rochs formel för orbifalder.
Kawasakis ursprungliga bevis använde ekvivarianta indexsatsen. Numera är det känt att formeln följer ur Riemann–Rochs formel för kvotstackar.

### Allmänna källor
- Tetsuro Kawasaki. The Riemann-Roch theorem for complex V-manifolds. Osaka J. Math., 16(1):151–159, 1979